# Колективизација у Совјетском Савезу
Совјетски Савез је увео колективизацију (рус. Коллективизация) свог пољопривредног сектора између 1928. и 1940. године током успона Јосифа Стаљина. Почео је током и био је део првог петогодишњег плана током процеса индустријализације Совјетског Савеза . Политика је имала за циљ да интегрише индивидуалне поседе и радну снагу у колективно контролисане и државне фарме: колхозе и совхозе, сходно томе Совјетско руководство је очекивало да ће замена индивидуалних сељачких фарми колективним одмах повећати снабдевање градског становништва храном, снабдевање сировинама за прерађивачку индустрију и извоз пољопривредних производа преко државних квота за појединце који раде на колективним фармама. Планери су сматрали колективизацију решењем за кризу пољопривредне дистрибуције (углавном у испоруци жита) која се развијала од 1927. Овај проблем је постао акутнији како је Совјетски Савез наставио са својим амбициозним програмом индустријализације, што значи да је требало производити више хране да би се oдржаo корак са потражњом.
Почетком 1930-их, преко 91% пољопривредног земљишта постало је колективизовано пошто су сеоска домаћинства улазила у колективне фарме са својом земљом, стоком и другом имовином. У доба колективизације дошло је до неколико периода у ком је владала глад, као и отпор сељака колективизацији.

## Позадина
Након еманципације кметова 1861. године, сељаци су добили контролу над приближно половином земље коју су претходно обрађивали и почели су да захтевају прерасподелу све земље. Столипинoве пољопривредне реформе између 1905. и 1914. дале су подстицај за стварање великих фарми, али су оне окончане током Првог светског рата. Руска привремена влада је постигла мало тога током тешких месеци Првог светског рата, иако су руски лидери наставили да обећавају прерасподелу. Сељаци су почели да се окрећу против Привремене владе и организовали су се у земљишне одборе, који су заједно са традиционалним сељачким општинама постали моћна сила опозиције. Када се Владимир Лењин вратио у Русију 16. априла 1917, обећао је народу „Мир, земљу и хлеб“, а последња два су се појавила као последица обећања сељацима да ће доћи до прерасподеле конфисковане земље и поштеног дела хране за сваког радника.
У периоду ратног комунизма, међутим, политика Продразвјорстке подразумевала је да сељаштво мора предати вишкове пољопривредних производа по фиксној цени. Када се завршио грађански рат у Русији, привреда се променила са новом економском политиком (НЕП) и конкретно, политиком продналога или „пореза на храну“. Ова нова политика осмишљена је да поново изгради морал међу огорченим пољопривредницима и доведе до повећања производње.
Претходно постојеће комуне, које су периодично вршиле редистрибуцију земље, учиниле доста тога да подстакну побољшање технике и формирале су извор моћи ван контроле совјетске владе. Иако је разлика у приходима између богатих и сиромашних фармера порасла за време НЕП-а, та разлика је и даље била прилично мала, али су бољшевици почели да снабдевају кулаке, сељаке са довољно земље и новца да поседују неколико животиња и унајме неколико радника. Кулаци су били окривљени за задржавање вишкова пољопривредних производа. Међутим, било је тешко јасно идентификовати ову групу, пошто је само око 1% сељаштва запошљавало раднике, а 82% становништва земље су били сељаци. Према Роберту Конквисту, дефиниција "кулака" такође је варирала у зависности од тога ко га је користио; „сељаци са пар крава или пет или шест јутара [~2 хектара] више од својих комшија“ су означени као кулаци“ у Стаљиновом првом петогодишњем плану  .
Мали удео сељака резултирао је несташицом хране у градовима. Иако се жито скоро вратило на предратни ниво производње, велика имања која су га производила за урбана тржишта била су подељена. Незаинтересовани за стицање новца за куповину прескупих индустријских добара, сељаци су изабрали да конзумирају своје производе уместо да их продају. Као резултат тога, становницима града била је доступна само половина жита које је било доступно пре рата. Пре револуције, сељаци су контролисали само 2.100.000 km² подељено на 16 милиона имања, која производе 50% хране која се узгаја у Русији и троши 60% укупне производње хране. После револуције, сељаци су контролисали 3.140.000 km² подељених на 25 милиона имања, која производе 85% хране, али конзумирају 80% онога што су узгајали (што значи да су јели 68% од укупног приноса).
Комунистичка партија Совјетског Савеза никада није била задовољна приватном пољопривредом и видела је колективизацију као најбољи лек за проблем. Лењин је тврдио: „Мала производња рађа капитализам и буржоазију непрестано, свакодневно, сваки сат, елементарном снагом и у огромним размерама“. Осим идеолошких циљева, Јосиф Стаљин је такође желео да се упусти у програм брзе тешке индустријализације који је захтевао да се из пољопривредног сектора извлаче већи вишкови како би се прехранила растућа индустријска радна снага и платио увоз машина (извозом житарица).  Друштвени и идеолошки циљеви такође би се служили мобилизацијом сељака у задружно економско предузеће које би пружало социјалне услуге људима и ојачало државу. Не само да је колективизација била намењена финансирању индустријализације, већ је то био и начин да бољшевици систематски истребе Кулаке и сељаке. Стаљин је био невероватно сумњичав према сељацима, гледајући на њих као на велику претњу социјализму. Стаљиново коришћење процеса колективизације послужило је не само за решавање несташице жита, већ и за његову већу забринутост због спремности сељака да се прилагоде систему колективних фарми и набавци житарица по налогу државе. Он је то посматрао као прилику да се колективизацијом казне Кулаци као класа.

## Криза 1928
Ова потражња за више жита резултирала је поновним увођењем реквизиције којој се одупирало у руралним подручјима. Године 1928. дошло је до мањка од 2 милиона тона житарица које је Совјетски Савез куповао са суседних тржишта. Стаљин је тврдио да је жито произведено, али да га гомилају "кулаци". Стаљин је покушао да се појави на страни сељака, али то није помогло, а сељаци су у целини негодовали због заплене жита. Сељаци су чинили све што су могли да протестују против онога што су сматрали неправедним запленама. Уместо повећања цене, Политбиро је донео хитну меру за заплену 2,5 милиона тона жита.
Заплене жита обесхрабриле су сељаке и мање жита је произведено током 1928. године, а влада је поново прибегла реквизицијама (запленама), при чему је велики део жита узет од средњих сељака јер довољне количине нису биле у рукама „ кулака “. Утицај који је то имало на сиромашније сељаке приморао их је да се преселе у градове. Сељаци су се селили у потрази за послом у индустрији која се брзо ширила. То је, међутим, имало прилично негативан утицај на њих, јер су сељаци са собом носили своје навике са имања. Борили су се са тачношћу и показали су прилично лошу радну етику, што је ометало њихову способност да раде на радном месту. Године 1929, посебно након увођења уралско-сибирске методе набавке жита, отпор заплени жита је постао широко распрострањен са неким насилним инцидентима отпора. Такође, дешавало се масовно гомилање (закопавање је било уобичајена метода) и илегални трансфери жита.
Суочени са одбијањем предаје жита, на пленарној седници Централног комитета у новембру 1929. донета је одлука да се крене у општенародни програм колективизације.
Народни комесаријат за пољопривреду (Наркомзем) предложио је неколико облика колективне пољопривреде, који се разликују по мери у којој је имовина била заједничка:
- Удружење за заједничку обраду земље (Товарищество по совместной обработке земли, ТОЗ / ТОZ), где је само земљиште било у заједничкој употреби;
- пољопривредни артел (у почетку у слободном значењу, касније формализован да постане организациона основа колхоза, преко Стандардног статута пољопривредног артела који је усвојио Совнарком у марту 1930.);
- пољопривредне комуне, са највишим степеном заједничког коришћења ресурса.

Такође, успостављене су разне задруге за прераду пољопривредних производа.
Новембра 1929. Централни комитет је одлучио да спроведе убрзану колективизацију у облику колхоза и совхоза. Ово је означило крај Нове економске политике (НЕП), која је омогућила сељацима да продају своје вишкове на отвореном тржишту. Сељаци који су били вољни да се прилагоде и учлане у колхозе награђивани су квалитетнијим земљиштем и пореским олакшицама, док су сељаци који нису били вољни да уђу у колхозе кажњавани давањем земље нижег квалитета и повећањем пореза. Порези наметнути сељацима били су првенствено за финансирање индустријског блитз-а који је Стаљин поставио као приоритет. Ако би се ови мањи облици друштвене принуде показали неефикасним онда би централна власт прибегла оштријим облицима државне принуде. Стаљин је много кулака превезао на колективне фарме у удаљена места да раде у пољопривредним радним логорима. Као одговор на то, многи сељаци су почели да пружају отпор, често су почели да се наоружавају против активиста послатих из градова. Као облик протеста, многи сељаци су радије убијали своје животиње за залихе сопствене хране него да их предају колективним фармама, што је довело до значајног смањења сточног фонда.
Колективизација је била подстицана још од револуције, али 1928. године, само око један одсто пољопривредног земљишта било је колективизовано, и упркос напорима да се подстакне и принуди колективизација, прилично оптимистичан први петогодишњи план предвиђао је да ће се само 15 одсто фарми водити као колективне.

## Потпуна посвећеност, зима 1929–30
Ситуација се брзо променила у јесен 1929. и зиму 1930. године. Између септембра и децембра 1929. године, колективизација је порасла са 7,4% на 15%, али у прва два месеца 1930. 11 милиона домаћинстава се придружило колективним фармама, чиме је укупан удео скоро преко ноћи достигао око 60%.
Да би помогла колективизацију, Партија је одлучила да пошаље 25.000 „друштвено свесних” радника индустрије на село. Ово је постигнуто од 1929. до 1933. године, а ови радници су постали познати као двадесетпетохиљадничари („двадтсат'пиат'тисиацхники"). Совјетски званичници су се надали да ће слањем двадесет пет хиљада људи на село моћи брже да производе жито. Њихове наде су биле да ће кључне области у региону Северног Кавказа и Волге бити колективизоване до 1931. године, а затим и остали региони до 1932. Ударне бригаде су коришћене да се невољни сељаци натерају да се прикључе колхозима и да се уклоне они који су проглашени кулацима.
Колективизација је настојала да модернизује совјетску пољопривреду, консолидујући земљу у парцеле које би се могле обрађивати модерном опремом користећи најновије научне методе пољопривреде. Често се тврдило да је амерички трактор Фордсон (на руском зван "Фордзон") најбоља пропаганда у корист колективизације. Комунистичка партија, која је план усвојила 1929. године, предвиђала је повећање индустријске производње од 330%, а пољопривредне производње од 50%.
Средства за производњу (земља, опрема, стока) требало је да буду потпуно „социјализована“, односно уклоњена из контроле индивидуалних сељачких домаћинстава. Чак ни окућнице приватног домаћинства нису биле дозвољене.
Предвиђани су масовни пољопривредни радови. Огромне гламурозне колоне машина требале су да обрађују поља, у потпуној супротности са сељачким ситним радом.
Наредбом, од 7. јануара 1930. „све граничне линије које раздвајају земљишне поседе чланова артела треба да се елиминишу и да се сва поља споје у јединствену земљишну масу”. Основно правило за преуређење њива било је да се процес мора завршити пре пролећне садње. Нови колхози су у почетку били замишљени као џиновске организације које нису повезане са претходним сеоским заједницама. Колхози од десетина, па чак и стотина хиљада хектара, били су замишљени у шемама које су касније постале познате као гигантоманија. Планирано је да се „поделе на 'економије (економии)' од 5.000–10.000 хектара које су заузврат подељене на поља и делове (участке) без обзира на постојећа села – циљ је био да се постигне "потпуно деперсонализована оптимална површина земљишта". Паралелно са овим постојали су планови да се сељаци преселе у централизоване ' агроградове ' са модерним погодностима.

## "Вртоглавост од успеха"
Цена колективизације била је толико висока да је у издању Правде од 2. марта 1930. године објављен Стаљинов чланак Вртоглави успех ( рус. Головокружение от успехов), у којем је позвао на привремено заустављање процеса:
Чињеница је да је до 20. фебруара ове године 50 одсто сељачких газдинстава широм СССР било колективизовано. То значи да смо до 20. фебруара 1930. године преиспунили петогодишњи план колективизације за више од 100 посто. Неким нашим друговима се завртело у глави од успјеха и за сада су изгубили бистрину и трезвеност визије.

- Јосиф Стаљин
Након објављивања чланка, притисак на колективизацију је привремено попустио и сељаци су почели да напуштају колективне фарме. Према Мартину Китцхену, број чланова колективних фарми опао је за 50% 1930. године. Али убрзо је колективизација поново интензивирана и до 1936. године око 90% совјетске пољопривреде је колективизовано.

## Сељачки отпор
Комунистички напори да колективизују пољопривреду и елиминишу независну имовину одговорни су највећи број жртава под Стаљиновом владавином.  Неки сељаци су на колективизацију гледали као на смак света. Ни у ком случају није било добровољно учлањење у колективну фарму (познату и као колхоз). Тежња ка колективизацији је разумљиво имала малу подршку искусних фармера.
Намера је била да се жито задржи са тржишта и да се преко државних колхоза повећа укупна количина усева и хране.  Очекивани вишак би онда платио индустријализацију. Кулаци, (који су углавном били искусни земљорадници), били су приморани да дају своју земљу како би направили места за ове колективне фарме или су ризиковали да буду убијени, депортовани или послати у радне логоре . Неискусни сељаци из урбаних средина би тада заменили недостајућу радну снагу у пољопривредном сектору, који се сада сматра преоптерећеним, неефикасним и зависним од увоза. Под Стаљиновим крајње неефикасним системом, пољопривредни приноси су опадали, а не повећавали. Ситуација се задржала до 1980-их, када су совјетски фармери у просеку производили око 10 процената производње својих колега у Сједињеним Државама. Да ствар буде још гора, трактори обећани сељацима нису могли бити произведени због лоше политике у индустријском сектору Совјетског Савеза.
Сељаци су покушавали да протестују мирним путем говорећи на скуповима колективизације и писали писма централним властима, али безуспешно. Кулаци су скупљачима тврдили да је глад неизбежна, али су ипак почели да отимају од кулака све што је јестиво да би испунили квоте, без обзира да ли кулаци имају нешто за себе. Стаљин је лажно негирао да је чак постојала глад и забранио новинарима да посећују колективне фарме. Како би прикрила слабе жетве, совјетска влада је покренула жестоку пропагандну кампању оптужујући кулаке за глад. Пропаганда је рекла да стварају вештачку несташицу хране скривајући усеве само да би их продали када су цене биле високе. Лажна пропаганда је такође тврдила да кулаци чине злочине као што су паљевине, линчовање и убиства локалних власти, колхоза и активиста.

### Колективизација као "друго кметство"
По селима су кружиле гласине упозоравајући сеоске становнике да ће колективизација донети неред, глад, глад и уништење усева и стоке. Читање и реинтерпретација совјетских новина означила је колективизацију као друго кметство .   Сељани су се плашили да ће се стари земљопоседници/кметови вратити и да ће се сељани који се придруже колективној фарми суочити са глађу и глађу.  Разлог више да сељаци верују да је колективизација друго кметство било је то што је улазак у колхозе био присиљен. Пољопривредници нису имали право да напусте колектив без дозволе. Ниво државних набавки и цена усева такође су наметнули аналогију са кметством. Влада би узела већину усева и платила изузетно ниске цене. Кметови током 1860-их нису били плаћени ништа, али је колективизација и даље подсећала сељаке на кметство.  За њих је ово „друго кметство“ постало шифра комунистичке издаје револуције. За сељаке, револуција се односила на давање више слободе и земље сељацима, али су уместо тога морали да предају своју земљу и стоку колективној фарми која је донекле промовисала комунистичку политику.

### Улога жена у отпору
Жене су биле примарно средство за гласине које су се дотицале питања породице и свакодневног живота. Страхови да ће колективизација резултирати социјализацијом деце, извозом женске косе, заједничким дељењем жена и озлоглашеним заједничким покривачем утицали су на многе жене, што је довело до побуне. На пример, када је објављено да ће колективна фарма на Криму постати комуна и да ће деца бити социјализована , жене су убијале своју стоку која ће ускоро бити социјализована, што је поштедело децу. Приче за које су комунисти веровали да кратка коса даје женама урбанији и индустријски изглед вређале су сељанке. Након што су локални активисти у једном селу на Северном Кавказу заправо конфисковали сва ћебад, међу сељанима се распршио већи страх. Заједничко ћебе је подразумевало да сви мушкарци и жене спавају на седамсто метара дугачком кревету испод седамсто метара дугачког ћебета. Историчари тврде да су жене искористиле ове гласине а да им заправо нису веровале како би могле да нападну колективну фарму „под маском ирационалног, неполитичког протеста“.
Сељанке су ретко одговарале за своје поступке због перцепције званичника о њиховим протестима. Они су „физички блокирали улазе у колибе сељака који су били прогнани као кулаци, насилно су враћали социјализовано семе и стоку и вршили нападе на службенике“. Званичници су побегли и сакрили се како би пустили да немири теку својим током. Када су жене долазиле на суђење, кажњаване су мање као мушкарци, јер су жене, за чиновнике, биле виђене као неписмени и најзаосталији део сељаштва. Један посебан случај овога био је неред у руском селу Беловка где су демонстранти тукли чланове локалног совјета и палили њихове куће. Мушкарци су искључиво одговорни као главни кривци. Женама су даване казне да служе као опомена, а не као казна. Због начина на који су их доживљавали, жене су могле да играју суштинску улогу у отпору колективизацији.

### Верски прогон
Колективизација није подразумевала само прибављање земље од земљорадника, већ и затварање цркава, паљење икона и хапшења свештеника.  Повезујући цркву са царским режимом,  совјетска држава је наставила да поткопава цркву експропријацијом и репресијом. Прекинули су државну финансијску подршку цркви и секуларизовали црквене школе.  Сељаци су почели да повезују комунисте са атеистима јер је напад на цркву био тако разоран. Напад комуниста на религију и цркву разљутио је многе сељаке, дајући им више разлога за побуну. Немири су експлодирали након затварања цркава већ 1929.
Идентификација совјетске власти са антихристом такође је смањила подршку сељака совјетском режиму. Гласине о верским прогонима шириле су се углавном усменом предајом, али и путем летака и прогласа. Свештеници су проповедали да је Антихрист дошао да стави „ђавољи жиг” на сељаке.  и да је совјетска држава обећавала сељацима бољи живот, али их је заправо уписивала у пакао. Сељаци су се плашили да ће, ако уђу у колхозу, бити обележени жигом Антихриста. Били су суочени са избором између Бога и совјетске колективне фарме. Бирајући између спаса и проклетства, сељаци нису имали избора осим да се одупру политици државе. Ове гласине о совјетској држави као Антихристу функционисале су да спрече сељаке да не подлегну влади. Напади на веру и Цркву највише су погодили жене јер су оне биле заштитнице вере у селима.
Довженков филм Земља даје пример скептичности сељака према колективизацији на основу тога да је то био напад на цркву. Ковалац појма геноцид ; Рафаел Лемкин је сматрао да је репресија над православном црквом део геноцида над Украјинцима када се посматра у вези са глађу у Голодомору.

## Резултати

### Отпор колективизацији и последице
Због високих државних производних квота, сељаци су за свој рад по правилу добијали мање него пре колективизације, а неки су одбијали да раде. Мерл Фаинсод је проценио да је 1952. зарада колективних фарми била само једна четвртина готовинског прихода са приватних парцела на совјетским колективним фармама.  У многим случајевима, непосредни ефекат колективизације био је смањење производње и преполовљење броја стоке. Накнадни опоравак пољопривредне производње такође је био ометан губицима које је претрпео Совјетски Савез током Другог светског рата и тешком сушом 1946 . Ипак, највећи губитак стоке проузроковала је колективизација за све животиње осим свиња.  Број крава у СССР-у пао је са 33,2 милиона 1928. на 27,8 милиона 1941. и на 24,6 милиона 1950. године. Број свиња је пао са 27,7 милиона 1928. на 27,5 милиона 1941. године, а затим на 22,2 милиона 1950. године. Број оваца је пао са 114,6 милиона у 1928. на 91,6 милиона у 1941. и на 93,6 милиона у 1950. години. Број коња је пао са 36,1 милиона у 1928. на 21,0 милиона у 1941. и на 12,7 милиона у 1950. години. Тек крајем 1950-их залихе совјетских фармских животиња почеле су да се приближавају нивоу из 1928. године. 
Упркос почетним плановима, колективизација, праћена лошом жетвом 1932–1933, није оправдала очекивања. Између 1929. и 1932. године дошло је до великог пада пољопривредне производње што је резултирало глађу на селу. Стаљин и Комунистичка партија Совјетског Савеза окривили су напредне сељаке, зване ' кулаци ' (руски: песница), који су организовали отпор колективизацији. Наводно, многи кулаци су гомилали жито да би шпекулисали о вишим ценама, чиме су саботирали сакупљање жита. Стаљин је одлучио да их елиминише као класу. Методе које је Стаљин користио да елиминише кулаке биле су депортација, депортација и погубљење. Термин "уралско-сибирски метод" сковао је Стаљин, остатак становништва га је називао "новом методом". Члан 107. кривичног законика је био правни начин којим је држава стицала жито.
Совјетска влада је одговорила на ове акте укидањем оброка хране сељацима и областима у којима је било противљења колективизацији, посебно у Украјини . За сељаке који нису могли да испуне квоту жита, кажњавани су петоструком казном од квоте. Ако би сељак наставио да пркоси, имовина и опрема сељака би били конфисковани од стране државе. Ако ниједна од претходних мера није била делотворна, пркосни сељак би био депортован или прогнан. Пракса је легализована 1929. године према члану 61 кривичног закона. Многе сељачке породице су насилно пресељене у Сибир и Казахстан у прогнаничка насеља, а већина их је умрла на путу. Процене говоре да је око милион 'кулачких' породица, или можда око 5 милиона људи, послато у логоре за принудни рад .  
Уредбом о заштити социјалистичке имовине 7. августа 1932. године проглашавана је смртна казна за крађу колхозне или задружне имовине, која се „под олакшавајућим околностима“ може заменити најмање десет година затвора. Уз оно што су неки назвали Законом о колосках, хапшени су сељаци (укључујући и децу) који су након жетве ручно сакупљали или брали жито на колективним њивама јер су оштетили државну производњу жита. Мартин Амис пише у Коба тхе Дреад да је 125.000 казни изречено за ово конкретно дело у периоду лоше жетве од августа 1932. до децембра 1933. године.
Током глади 1932–33, процењује се да је 7,8–11 милиона људи умрло од глади. Импликација је да је укупан број смртних случајева (и директних и индиректних) за Стаљинов програм колективизације био реда величине 12 милиона људи. Прича се да је 1945. Јосиф Стаљин поверио Винстону Черчилу на Јалти да је 10 милиона људи умрло у току колективизације.

### Сибир
Од друге половине 19. века, Сибир је био главни пољопривредни регион у Русији, посебно њене јужне територије (данас Алтајски крај, Омска област, Новосибирска област, Кемеровска област, Хакасија, Иркутска област). Столипинов програм пресељења дао је много земље имигрантима из других крајева царства, стварајући велики део добростојећих сељака и стимулишући брзи развој пољопривреде 1910-их. Локални трговци су извозили велике количине означеног жита, брашна и путера у централну Русију и западну Европу. У мају 1931, посебном резолуцијом Западно-сибирског обласног извршног комитета (са ознаком „строго поверљиво”) наложено је експропријација имовине и депортација 40.000 кулака у „ретко насељена и ненасељена” подручја Томске области у северном делу Западно-Сибирски регион. Експроприсана имовина је требало да буде пренета на колхозе као недељива колективна својина, а колхозни удео који је представљао овај принудни допринос депортованих у колхозну својину требало је да се држи у „фонду за колективизацију сиромашних и беземљашких сељака” (фонд колекционизации бедноти и батрачества).
Од тада су га историчари, као што је Линне Виола, доживљавали као грађански рат сељака против бољшевичке владе и покушаја колонизације села.

### Централна Азија и Казахстан
Године 1928. у Совјетском Казахстану, власти су започеле кампању за конфискацију стоке од богатијих Казахстанаца, који су се звали баи, познатији као Мали октобар. Кампању конфискације водили су Казахстанци против других Казаха, а на тим Казахстанцима је било да одлуче ко је баи и колико ће им запленити. Циљ овог ангажмана био је да Казахстанци буду активни учесници у трансформацији казахстанског друштва. Више од 10.000 баиса можда је депортовано због кампање против њих. У областима у којима је главна пољопривредна активност било номадско сточарство, колективизација је наишла на огроман отпор и велике губитке и конфискацију стоке. Сточни фонд у Казахстану пао је са 7 милиона говеда на 1,6 милиона и са 22 милиона оваца на 1,7 милиона. Ограничења миграције су се показала неефикасним и пола милиона је мигрирало у друге регионе Централне Азије, а 1,5 милиона у Кину. Од оних који су остали, чак милион је умрло у насталој глади. У Монголији покушај колективизације је напуштен 1932. године након губитка 8 милиона грла стоке.
Историчарка Сара Камерон тврди да, иако Стаљин није намеравао да изгладњује Казахстанце, он је неке смрти видео као неопходну жртву за постизање политичких и економских циљева режима. Камерон верује да глад у комбинацији са кампањом против номада није геноцид у смислу дефиниције Уједињених нација (УН), она је у складу са оригиналним концептом геноцида Рафаела Лемкина, који је уништавање културе сматрао геноцидним колико и физичко уништење. Историчар Стивен Виткрофт критикује ово гледиште у погледу совјетске глади јер верује да су висока очекивања централних планера била довољна да покажу њихово незнање о крајњим последицама својих акција и да би резултат тога била глад. Николо Пјанћиола иде даље од Камерона и тврди да су са Лемкинове тачке гледишта геноцида сви номади Совјетског Савеза били жртве злочина, а не само Казаси.

### Украјина
Већина историчара се слаже да су поремећаји изазвани колективизацијом и отпором сељака значајно допринели Великој глади 1932–1933, посебно у Украјини, региону познатом по свом богатом тлу (чернозем). Овај период се на украјинском назива „Голодомор“. Током сличних глади 1921–1923, одржане су бројне кампање – унутар земље, као и на међународном нивоу – за прикупљање новца и хране за подршку становништву погођених региона. Ништа слично није урађено током суше 1932–1933, углавном зато што је Стаљин потиснуо информације о катастрофи.  Стаљин је такође предузео чистку украјинских комуниста и интелигенције, са разарајућим дугорочним ефектима на то подручје. Многа украјинска села су стављена на црну листу и кажњена владином уредбом због наводне саботаже залиха хране. Штавише, ограничена је миграција становништва из погођених подручја.   Према Стаљину у разговору са награђиваним писцем Михаилом Шолоховом, глад је изазвана ексцесима локалних партијских радника и саботаже,
-Захвалио сам се на писмима, јер откривају рану у нашем партијско-совјетском раду и показују како наши радници, желећи да обуздају непријатеља, понекад несвесно ударају пријатеље и силазе у садизам.... цењени житари вашег округа (и не само вашег округа) извели су 'италијански штрајк' (саботажу!) и нису мрзели да оставе раднике и Црвену армију без хлеба. То што је саботажа била тиха и споља безазлена (без крви) не мења чињеницу да су цењени житари водили, у ствари, „тихи“ рат против совјетске власти. Рат од глади, драги друже Шолохов. То, наравно, никако не може да оправда увреде које су, како ме уверавате, починили наши радници... А они који су криви за те злочине морају бити прописно кажњени.
Око 40 милиона људи погођено је несташицом хране, укључујући подручја у близини Москве где је стопа смртности порасла за 50%.  Међутим, центар глади била је Украјина и околни региони, укључујући Дон, Кубан, Северни Кавказ и Казахстан где је умрло милион људи. Село је погођено више него градови, али 120.000 је умрло у Харкову, 40.000 у Краснодару и 20.000 у Ставропољу . 
Совјетски архиви са којих је скинута ознака тајности показују да је у Украјини било 1,54 милиона званично регистрованих смрти од глади. Алек Нове тврди да је регистрација умрлих углавном престала у многим областима током глади. Међутим, истакнуто је да су регистровани смртни случајеви у архиви значајно ревидирани од стране демографских службеника. Старија верзија података показала је 600.000 мање смртних случајева у Украјини од тренутне, ревидиране статистике. У Црној књизи комунизма аутори тврде да је број умрлих био најмање 4 милиона, а Велику глад карактеришу и као „геноцид украјинског народа“.  

### Летонија
Након совјетске окупације Летоније у јуну 1940. године, нови владари земље су се суочили са проблемом: пољопривредне реформе у међуратном периоду прошириле су појединачне поседе. Имовина „ народних непријатеља “ и избеглица, као и оних изнад 30 хектара, национализована је 1940–44, али су они који су још увек били без земље добили парцеле од по 15 хектара. Тако је летонска пољопривреда остала суштински зависна од личних малих поседа, што је отежавало централно планирање. 1940–41. Комунистичка партија је више пута говорила да се колективизација неће десити насилно, већ добровољно и примером. Да би се подстакла колективизација, уведени су високи порези, а нова газдинства нису добијала државну подршку. Али након 1945. Партија је одустала од свог уздржаног приступа јер добровољни приступ није давао резултате. Летонци су били навикли на индивидуалне поседе (виенсетас), које су постојале још за време кметства, а за многе пољопривреднике, парцеле које су им додељене међуратним реформама биле су прве које су њихове породице икада поседовале. Штавише, село је било испуњено гласинама о суровости колективног живота.
Притисак из Москве да се изврши колективизација се наставио и власти у Летонији су настојале да смање број индивидуалних фармера (све чешће означених кулаки или буџи) кроз веће порезе и реквизицију пољопривредних производа за државну употребу. Први колхоз је основан тек у новембру 1946. године, а до 1948. године основано је само 617 колхоза, који су интегрисали 13.814 индивидуалних салаша (12,6% од укупног броја). Процес је и даље био преспоро, ау марту 1949. идентификовано је нешто мање од 13.000 кулачких породица, као и велики број појединаца. Између 24. и 30. марта 1949. око 40.000 људи је депортовано и пресељено на разним местима широм СССР-а.
Након ових депортација, темпо колективизације се повећао јер је поплава фармера навалила у колхозе. У року од две недеље основано је 1740 нових колхоза, а до краја 1950. године само 4,5% летонских имања остало је ван колективизованих јединица; око 226.900 салаша припадало је колективима, којих је сада било око 14.700. Живот на селу се мењао како су свакодневна кретања фармера диктирана плановима, одлукама и квотама формулисаним негде другде и испорученим кроз средњу хијерархију која се не бави земљорадњом. Нови колхози, посебно мањи, били су лоше опремљени и сиромашни – у почетку су сељаци плаћали једном годишње у натури, а затим у готовини, али плате су биле веома мале и понекад су фармери остајали неплаћени или су чак на крају дуговали холхозу. Пољопривредници су и даље имали мале комаде земље (не веће од 0,5 ха) око својих кућа на којима су узгајали храну за себе. Упоредо са колективизацијом, власт је настојала да искорени обичај живљења на индивидуалним салашима пресељавањем људи по селима. Међутим, овај процес је пропао због недостатка новца јер су Совјети планирали да преселе и куће.

## Напредак колективизације, 1927–1940
| Година       | Број колективних фарми | Проценат салаша у колективним фармама | Проценат засејане површине у колективној употреби |
| ------------ | ---------------------- | ------------------------------------- | ------------------------------------------------- |
| 1927. године | 14,800                 | 0.8                                   | –                                                 |
| 1928. године | 33,300                 | 1.7                                   | 2.3                                               |
| 1929. године | 57.000                 | 3.9                                   | 4.9                                               |
| 1930. године | 85,900                 | 23.6                                  | 33.6                                              |
| 1931. године | 211.100                | 52.7                                  | 67.8                                              |
| 1932. године | 211.100                | 61.5                                  | 77.7                                              |
| 1933. године | 224,500                | 65.6                                  | 83.1                                              |
| 1934. године | 233,300                | 71.4                                  | 87.4                                              |
| 1935. године | 249,400                | 83.2                                  | 94.1                                              |
| 1936. године | –                      | 90.5                                  | 98.2                                              |
| 1937. године | 243,700                | 93.0                                  | 99.1                                              |
| 1938. године | 242.400                | 93.5                                  | 99.8                                              |
| 1939. године | 235,300                | 95.6                                  | –                                                 |
| 1940. године | 236.900                | 96.9                                  | 99.8                                              |

Званичне бројке за колективизоване површине (колона са процентом засејане површине у колективној употреби у горњој табели) су пристрасне навише због два техничка фактора. Прво, ови званични бројеви се рачунају као проценат засејане површине на сељачким имањима, искључујући површине које обрађују совхозе и други пољопривредни корисници. Процене засноване на укупној засејаној површини (укључујући државне фарме) смањују удео колективних фарми између 1935. и 1940. године на око 80%. Друго, кућне парцеле чланова колхоза (тј. колективна имања) су укључене у земљишну основу колективних фарми. Без кућних парцела, обрадиво земљиште у колективној обради 1940. године чинило је 96,4% земљишта у колхозима, а не 99,8% како показује званична статистика. Иако нема спора са чињеницом да је колективизација била широка и тотална између 1928. и 1940. године, табела испод даје различите (реалније) бројке о степену колективизације засејаних површина.
Расподела засејаних површина по корисницима земљишта, 1928. и 1940. године
| Корисници земљишта                                    | 1928    | 1940. године |
| ----------------------------------------------------- | ------- | ------------ |
| Све фарме, у хиљадама хектара                         | 113.000 | 150,600      |
| Државне фарме (совхозе)                               | 1,5%    | 8,8%         |
| Колективне фарме (колхозе)                            | 1,2%    | 78,2%        |
| Домаћинске парцеле (у колективним и државним фармама) | 1,1%    | 3,5%         |
| Сељачка газдинства и други корисници                  | 96,2%   | 9,5%         |

## Деколективизација под немачком окупацијом
Током Другог светског рата, Алфред Розенберг, у својству министра Рајха за окупиране источне територије, објавио је серију плаката најављујући крај совјетских колективних фарми у областима СССР-а под немачком окупацијом. Такође је донео Аграрни закон у фебруару 1942. којим је поништио све совјетско законодавство о пољопривреди, обнављајући породичне фарме за оне који су вољни да сарађују са окупаторима. Али деколективизација је била у сукобу са ширим захтевима ратне производње хране, а Херман Геринг је захтевао да се колхоз задржи, осим промене имена. Сам Хитлер је осудио прерасподелу земље као 'глупо'. На крају, немачке окупационе власти су задржале већину колхоза и једноставно их преименовали у „заједничка газдинства“ (рус. Общинные хозяйства, повратак традиционалној руској комуни). Немачка пропаганда је ово описала као припремни корак ка коначном растварању колхоза у приватне фарме, које би биле додељене сељацима који су Немцима лојално испоручивали обавезне квоте пољопривредних производа. До 1943. године, немачке окупационе власти су 30% колхоза претвориле у „пољопривредне задруге” које је спонзорисала Немачка, али до сада нису извршиле конверзију у приватне фарме.